# List Laodikejským
List Laodikejským je novozákonní apokryf. Jedná se o krátký dopis, který je údajně adresován apoštolem Pavlem křesťanům v Laodikeii, ve skutečnosti je to ale falzum složené z kousků kanonických epištol, především Epištoly Filipským.
Podnět ke vzniku tohoto apokryfu dal List Koloským 4,16, kde jsou koloští křesťané vyzváni, aby si přečetli také dopis z Laodikeie. Bezpečně je doložen v polovině 6. stol., neboť se dochoval jako součást Nového zákona v tzv. Fuldském kodexu; vznikl však pravděpodobně již o několik století dříve. Zatímco na Východě nebyl příliš znám, v západní církvi se po celý středověk těšil velké oblibě. Proto se nám dochoval v latinském, a nikoli řeckém znění. Zda byl původně napsán řecky a pak teprve přeložen do latiny, nebo zda byl rovnou vytvořen v latině, je sporné.